# تئوری قراردادها
نظریه قرارداد در علم اقتصاد به بررسی نحوه شکل‌گیری قرارداد بین آحاد اقتصادی می‌پردازد. قراردادهایی که معمولاً مورد بررسی قرار می‌گیرند مربوط به شرایط عدم تقارن اطلاعاتی بین آحاد اقتصادی هستند. نظریه قرارداد با نام‌های دیگری نظیر نظریه انگیزه‌ها و اقتصاد اطلاعات نیز شناخته می‌شود. اولین تجزیه و تحلیل رسمی این موضوع در سال ۱۹۶۰ توسط کنث ارو انجام گرفت.

نحوه تحلیل مرسوم در بررسی قراردادها به این صورت است که با در نظر گرفتن تابع مطلوبیت خاصی گزینه بهینه فرد تصمیم گیرنده از طریق حل یک مسئله بهینه سازی استخراج می‌شود. چارچوب کلی تحلیل در اغلب زمینه‌های نظریه قرارداد نظیر کژگزینی، کژمنشی و علامت دهی همین روند است. هدف کلی الگوها در نظریه قرارداد یافتن راههایی است که فرد مقابل را به اتخاذ تصمیم خاصی بکشاند. نظریه قرارداد در زمینه‌هایی نظیر اقتصاد کار، تئوری سازمان، مدیریت مالی بنگاه‌ها و سازمان‌های صنعتی گسترش یافته و دارای کاربرد است.

## تاریخچه
نظریه قرارداد به لحاظ تاریخی به خاطر نارسایی‌های نظریهتعادل عمومی بنا نهاده شده‌است. نظریه تعادل عمومی از بزرگترین دستاوردهای تاریخ عقاید اقتصادی است که در دهه ۱۹۵۰ و ۱۹۶۰ با اثبات وجود این تعادل و ارتباط آن با مفاهیمی همچون بهینگی پارتو به عنوان هسته‌ای برای بنا نهادن نظریه‌های اقتصادی شناخته شد. اما چیزی نگذشت که مشخص شد این نظریه توصیف رضایت بخشی از آنچه در اقتصاد می‌گذرد ارائه نمی‌دهد. از ویژگی‌های اصلی الگوهای تعادل عمومی این بود که تعاملات آحاد اقتصادی تنها از طریق مکانیسم قیمت انجام می‌گرفت که آن هم با فرض رقابت کامل از رفتار تک تک آحاد بی تأثیر است. وارد کردن عدم اطمینان -که طبعاً ماهیتی متقارن دارد- در الگوهای تعادل عمومی کار چندان مشکلی نبود و در دهه ۱۹۶۰ توسط ارو  و دبرو انجام گرفت ولی در نظر گرفتن اطلاعات نامتقارن در این مدل‌ها ناممکن به نظر می‌رسید.

در دهه ۱۹۷۰ روش جدیدی برای مطالعه و تحلیل روابط اقتصادی بنا نهاده شد. ایده اصلی این روش این بود که به‌طور موقت از الگوهای تعادل عمومی –که توصیفی سازگار ولی نه به میزان کافی واقعی از اقتصاد ارائه می‌دهند- فاصله بگیریم و بر روی الگوهایی که- لزوماً بایستی تحلیل‌های جزئی (partial) ارائه دهند و- بتوانند پیچیدگی‌های تعملات استراتژیک میان آحاد اقتصادی دارای اطلاعات خصوصی در محیط‌های نهادی مناسب را به خوبی در نظر بگیرند متمرکز شویم. انتظار این بود که نتایج حاصل از این مطالعات را بتوان در یک تئوری نظریه عمومی بهتر جای داد و از آن‌ها استفاده کرد.

به‌طور خلاصه می‌توان گفت تئوری قراردادها برای تحلیل نحوه شکل‌گیری مبادلات در اقتصاد – که بسیار پیچیده تر از آنی است که در تحلیل‌های تعادل عمومی در نظر گرفته می‌شد- به وجود امد.

در نهایت طی دهه‌های ۱۹۸۰ و ۱۹۹۰ تئوری‌های مربوط به قراردادهای بلند مدت یا قراردادهای پویا گسترش یافت. مذاکرات مجدد در قراردادها، قراردادهای نسبی و قراردادهای ناکامل اولین ابزارهای تحلیل مالکیت و حقوق کنترل را فراهم آوردند.

## اهداف
پر واضح است که نوشتن قراردادهایی که قابلیت اجرا و پیگیری ندارند فاقد ارزش است. لازمه قابل اجرا بودن یک قرارداد اولاً وجود یک سیستم قضایی کارامد است و ثانیاً اینکه دادگاه بتواند در مورد تخطی رخ داده در قرارداد قضاوت کند. قضاوت در مورد تخطی در قرارداد یا قابل اثبات بودن تخطی در دادگاه موردی است که به آن اثبات پذیری  گفته می‌شود. اگر کیفیت اجرای وظیفه‌ای خاص که در قرارداد بر عهده طرف قرارداد گذاشته شده در مقابل دادگاه قابل اثبات نباشد می‌توانیم به سادگی فرض کنیم این وظیفه قابل اعمال نیست و بنابراین آوردن آن در قرارداد – لااقل در ابتدای کار- معقول نیست.

در بسیاری از مواقع افراد تمایل دارند کار یا قاعده‌ای را در قرارداد بگنجانند ولی به دلایل ذکر شده این کار ممکن نیست. به چنین قواعدی گاهی قواعد انتخاب اجتماعی  نیز می‌گویند. مسئله اصلی در نظریه قرارداد پیاده‌سازی این قواعد انتخاب اجتماعی در مواقعی است که گنجاندن آن‌ها به عنوان بخشی از قرارداد به علت وجود اطلاعات ناکامل مقدور نیست. اطلاعات ناکامل به‌طور مثال می‌تواند شامل رؤیت ناپذیری یا اثبات ناپذیری عملکرد مورد نظر باشد. در چنین مواردی سعی می‌کنیم قاعده انتخاب اجتماعی مورد نظر را به‌طور غیرمستقیم پیاده‌سازی کنیم. این کار می‌تواند از طریق قواعد جایگزینی که توسط دادگاه قابل پیگیری باشند یا از طریق نوعی ترتیبات نهادی انجام پذیرد. اگر قاعده انتخاب اجتماعی مورد نظر از طرق ذکر شده به‌طور کامل قابل پیاده‌سازی باشد راهکار مورد نظر را راهکار بهینه یا راهکار درجه یک  می‌گوییم. البته غالباً به دلیل قیود اعمال شده به دلیل اطلاعات ناکامل چنین راهکارهایی ممکن نیست. در این موارد برای یافتن قواعد یا ترتیبات نهادی خاصی که منفعت ناشی از کارایی بالقوه را حداکثر کند به جستجو می‌پردازیم. چنین قواعد یا ترتیبات نهادی معمولاً به عنوان راهکارهای کارای مقید یا بهینه درجه شناخته می‌شوند.

## ویژگی‌های اصلی
نظریه قرارداد و آنچه که به‌طور کلی تر اقتصاد اطلاعات نامیده می‌شود ابزارهایی هستند که تحلیل در این حوزه جدید را ممکن می‌سازند. از آنجایی که این نظریه چیزی بیش از ابزارهایی برای تحلیل نیست تعریف اهداف آن جز از طریق بیان وجوه افتراق آن با دیدگاه‌های قبلی ممکن نیست. تعدادی از ویژگی‌های اصلی این الگوها که وجه تمایز آن‌ها از دیدگاه‌های قبلی است را می‌توان به صورت زیر برشمرد:
- این الگوها اغلب الگوهای تعادل جزئی هستند یعنی بازار یک (و گاهی دو) کالا را منفک از بقیه اقتصاد تحلیل می‌کنند.
- این الگوها تعاملات تعداد کمی از آحاد را توصیف می‌کنند (معمولاً تنها دو نفر که یک نفر از آن‌ها اطلاعاتی خصوصی دارد و به وی طرف مطلع گفته می‌شود).
- این الگوها گرچه برای توصیف فرایند چانه زنی از ابزار ساده‌ای به نام الگو کارگزار-کارفرما بهره می‌برند استفاده زیادی از نظریه بازی‌های غیر مشارکتی همراه با اطلاعات نامتقارن می‌کنند. دنیای این الگوها دنیایی بیزی است که در آن طرف‌های درگیر از باوری پیشینی نسبت به اطلاعاتی که در اختیار ندارند برخوردارند و پس از آشکار شدن تعاملات در باورهای خود تجدید نظر می‌کنند. در واقع مفهوم تعادلی که در این الگوها بکار برده می‌شود متعلق به خانواده تعادل‌های بیزی کامل است.
- واضح است که نظریه قرارداد گستره زیادی را در بر می‌گیرد و حالات متفاوتی را شامل می‌شود. این ویژگی باعث شده بسیاری از مطالعات تجربی اولیه در این زمینه در واقع بررسی موردی باشند. تنها اخیراً ادبیاتی در جهت آزمون نتایج اصلی تئوری قراردادها با استفاده از تکنیک‌های استاندارد اقتصادسنجی ایجاد شده‌است.

## تفاوت‌های نظریه قرارداد با طراحی مکانیسم
به‌طور کلی می‌توان نظریه قرارداد را به عنوان حالتی خاص از طراحی مکانیسم در نظر گرفت. نظریه قرارداد نسبت به طراحی مکانیسم از ویژگی‌های اضافی زیر برخوردار است:
- قرارداد توسط خود (یکی از) طرف‌های درگیر طراحی می‌شود.
- هر یک از طرف‌های قرارداد ممکن است قرارداد را رد کنند (قیود مشارکت).
- ممکن است طرف‌های قرارداد بعداً در مورد قرارداد مجدداً به مذاکره بپردازند.

## الگوهای مورد استفاده
الگوهای مورد استفاده در نظریه قرارداد بر اساس معیارهای مختلفی قابل تفکیک هستند. به عنوان مثال دسته‌بندی این الگوها می‌تواند بر اساس اینکه این الگوها الگوهایی ایستا هستند یا پویا، شامل قراردادهای کامل هستند یا ناکامل، توصیف‌کننده روابط دوطرفه هستند یا چند طرفه و ... انجام پذیرد.

دسته بزرگی از الگوها الگوهایی هستند که در آن‌ها یک طرف دارای اطلاعات با یک طرف فاقد اطلاعات برخورد می‌کند. این الگوها به راحتی  به سه گروه قابل تفکیک هستند. دسته‌بندی این الگوها بر اساس دو معیار قابل انجام است. اولین معیار این است که اطلاعات خصوصی در این الگوها از کدامیک از انواع زیر است:
- اطلاعات مربوط به آنچه فرد انجام می‌دهد یا تصمیماتی که می‌گیرد (عمل پنهان)
- اطلاعات مربوط به اینکه فرد مورد نظر کیست و چه ویژگی‌هایی دارد (اطلاعات پنهان)

معیار دوم برای دسته‌بندی این دسته از الگوها شکل بازی استراتژیک مورد استفاده در آنهاست. با این معیار بسته به اینکه فرد شروع‌کننده طرف دارای اطلاعات یا طرف فاقد اطلاعات باشد الگوها از یکدیگر تفکیک می‌شوند.

در مجموع این دسته‌بندی منجر به سه خانواده مهم الگوها می‌شود:
- الگوهای کژگزینی: اطلاعات طرف دارای اطلاعات به صورت ناقص راجع به ویژگی‌های طرف فاقد اطلاعات است و طرف فاقد اطلاعات اولین حرکت را انجام می‌دهد.
- الگوهای علامت دهی: وضعیت اطلاعاتی مشابهی با حالت قبل دارد ولی اینبار طرف دارای اطلاعات ابتدا حرکت می‌کند.
- الگوهای کژمنشی: طرف فاقد اطلاعات ابتدا حرکت می‌کند و به صورت ناقصی از اعمال شخص دارای اطلاعات مطلع است.

حالت چهارم یعنی حالتی که وضعیت اطلاعاتی مشابه کژمنشی دارد و حرکت ابتدایی در آن توسط شخص دارای اطلاعات صورت می‌گیرد در دنیای واقع قابل تصور نیست و بنابراین جزء دسته‌بندی فوق لحاظ نشده‌است.

البته دسته مهمی از الگوها یعنی الگوهای قراردادهای ناکامل در این دسته‌بندی قرار نمی‌گیرند. دلیل این امر اینست که چنین الگوهایی تاکنون تنها در محیط‌های دارای اطلاعات متقارن گسترش یافته‌اند.

### کژمنشی
در مسئله کژمنشی کارفرما به دلیل ناتوانی در رؤیت یا اثبات عمل کارگزار برای ایجاد انگیزه برای وی جهت عمل طبق میل وی به سمت قراردادهایی بر مبنای خروجی موجود - که قابل رؤیت و اثبات پذیر است - روی می‌آورد.

به‌طور معمول مسئله کژمنشی به صورت زیر الگوبندی می‌شود:
{\displaystyle \max _{w(\cdot )}E\left[y({\hat {e}})-w(y({\hat {e}}))\right]}
قیود مسئله بهینه سازی شامل قید مشارکت و قیود انگیزه می‌باشد:
{\displaystyle E\left[w(y(e))-c(e)\right]\geq {\bar {u}}}
{\displaystyle {\hat {e}}=\arg \max _{e}E\left[w(y(e))-c(e)\right]\geq {\bar {u}}}
که در آن {\displaystyle w(\cdot )} دستمزد به صورت تابعی از خروجی {\displaystyle y} است که آن هم تابعی از تلاش کارگزار{\displaystyle e} می‌باشد. {\displaystyle c(e)} نیز بیانگر هزینه تلاش است و مطلوبیت ذخیره کارگزار با {\displaystyle {\bar {u}}} نشان داده می‌شود.

### قراردادهای ناکامل
یکی دیگر از دسته بندی‌های موجود برای قراردادها در نظریه قرارداد تقسیم‌بندی به قراردادهای کامل و ناکامل است. قراردادهای کامل به قراردادهایی گفته می‌شود که در آن‌ها تبعات قانونی تمامی وضعیت‌های ممکن در جهان ذکر شده باشد. در پیشرفت‌های اخیر نظریه قرارداد تلاش‌هایی در جهت بررسی قراردادهای ناکامل صورت است. این حوزه از نظریه قرارداد به بررسی نتایج پیش آمده در اثر ناتوانی طرفین قرارداد در نوشتن قراردادهای کامل می‌پردازد.

به دلیل پیچیدگی و هزینه بربودن فرایند دستیابی به توافق بر سر قراردادهای کامل، قانون قواعد پیشفرضی برای پر کردن خلأهای موجود در توافق میان طرفین تأمین می‌کند.

## الگوی کارگزار-کارفرما
در نظریه قرارداد غالباً از الگوی کارگزار- کارفرما استفاده می‌شود. در این الگو دو طرف قرار دارند: طرف دارای اطلاعات - که اطلاعاتش به رفاه عمومی مرتبط است - و طرف فاقد اطلاعات. از آنجا که این حالت نوعی از انحصار دوطرفه‌است قبل از هر چیز برای تحلیل بایستی مشخص کنیم که طرفین درگیر چگونه بر سر شرایط مبادله چانه زنی می‌کنند. متأسفانه مطالعه چانه زنی تحت شرایط اطلاعات نامتقارن بسیار مشکل است. مدل کارگزار-کارفرما در حقیقت ابزاری ساده‌کننده‌است که با دادن تمام قدرت چانه زنی به یک طرف این مشکلات را برطرف می‌کند. در این الگو طرفی که قدرت چانه زنی به‌طور کامل به وی اعطا شده‌است پیشنهادی برای قبول یا رد به طرف دیگر ارائه می‌دهد و بنابراین تنها منتظر جواب آری یا خیر می‌شود. در این الگو طرف دیگر هیچ اختیاری برای ارائه پیشنهاد ندارد.

بنابراین بازی کارگزار-کارفرما یک  بازی Stackelberg است که در آن سردسته (که قرارداد را پیشنهاد می‌دهد) کارگزار نامیده می‌شود و دنباله رو (طرفی که تنها قرارداد را می‌پذیرد یا رد می‌کند) کارگزار نامیده می‌شود. با اینکه این طرز مدلسازی تحلیل‌ها را بسیار ساده‌تر می‌کند باید در نظر داشت که فرایند چانه زنی فرایندی بسیار پیچیده تر از چیزی است که توسط این الگو پیشنهاد می‌شود. به‌طور مثال اگر کارگزار پیشنهاد را نپذیرد تعاملات در این مدل پایان می‌پذیرد در حالیکه در دنیای واقعی می‌توان انتظار داشت که این فرایند ادامه یابد.

## افراد تأثیرگذار
نظریه قرارداد، اقتصاد اطلاعات و نظریه انگیزه‌ها یکی از فعالترین و موفق‌ترین حوزه‌های تحقیق در زمینه اقتصاد، امور مالی و مدیریت طی سه دهه گذشته بوده‌است. شمار زیادی از بنیان‌گذاران حوزه نظریه قرارداد به خاطر تلاش در پایه‌گذاری و گسترش این حوزه موفق به دریافت جایزه نوبل اقتصاد شده‌اند. افرادی مانند رونالد کوز، هربرت سیمون، ویلیام ویکری، جیمز میرلس، جرج آکرلف، جوزف استیگلیتز و مایکل اسپنس از این دسته هستند.